# Coupe du monde d'escrime 2014-2015
Navigation
Édition précédente Édition suivante
La coupe du monde d'escrime 2014-2015 est la 44e édition de la coupe du monde d'escrime, compétition d'escrime organisée annuellement par la Fédération internationale d'escrime, FIE.

## Distribution des points
Les compétitions du calendrier se divisent en cinq catégories. Toutes rapportent des points comptant pour la coupe du monde selon un coefficient préétabli : coefficient 1 pour les épreuves de coupe du monde, coefficient 1,5 pour les grands prix et championnats de zone et coefficient 2,5 pour les championnats du monde. Les tournois satellite, destinés à familiariser de jeunes tireurs avec les compétitions internationales, rapportent peu de points.

### Individuel
| Rang                                 | 1er | 2e | 3e | 5e à 8e | 9e à 16e | 17e à 32e | 33e à 64e |
| ------------------------------------ | --- | -- | -- | ------- | -------- | --------- | --------- |
| Championnats du monde                | 80  | 65 | 50 | 35      | 20       | 10        | 5         |
| Championnats continentaux Grand Prix | 48  | 39 | 30 | 21      | 12       | 6         | 3         |
| Coupe du monde                       | 32  | 26 | 20 | 14      | 8        | 4         | 2         |
| Satellite                            | 4   | 3  | 2  | 1       | 0        | 0         | 0         |

### Par équipes
Le partage des points est le même pour toutes les compétitions par équipes, sauf pour les championnats du monde qui rapportent le double.
| Rang                                     | 1er | 2e  | 3e | 4e | 5e | 6e | 7e | 8e | 9e | 10e | 11e | 12e | 13e | 14e | 15e | 16e | 17e à 32e |
| ---------------------------------------- | --- | --- | -- | -- | -- | -- | -- | -- | -- | --- | --- | --- | --- | --- | --- | --- | --------- |
| Championnats du monde                    | 128 | 104 | 80 | 72 | 64 | 60 | 56 | 52 | 50 | 48  | 46  | 44  | 42  | 40  | 38  | 36  | 16        |
| Championnats continentaux Coupe du monde | 64  | 52  | 40 | 36 | 32 | 30 | 28 | 26 | 25 | 24  | 23  | 22  | 21  | 20  | 19  | 18  | 8         |

## Calendrier

### Messieurs
| Légende | Abrégé | Catégorie            |
|         | ChM    | Championnat du monde |
|         | ChZ    | Championnat de zone  |
|         | GP     | Grand Prix           |
|         | CoM    | Coupe du monde       |
|         | Sat.   | Tournoi satellite    |

| Date                                           | Nom et lieu du tournoi                          | Cat. | Arme    | Type | Vainqueur                | Finaliste             | Troisièmes                                      |
| ---------------------------------------------- | ----------------------------------------------- | ---- | ------- | ---- | ------------------------ | --------------------- | ----------------------------------------------- |
| 04/10/2014                                     | Tournoi satellite, Genève                       | Sat. | Épée    | Ind. | Silvio Fernández         | Philippe Oberson      | Bernardo Crecchi Giacomo Paravicini             |
| 11/10/2014                                     | Tournoi satellite, Bursa                        | Sat. | Sabre   | Ind. | Beka Bazadze             | Nika Shengelia        | İbrahim Ahmet Ant Azar Taghiyev                 |
| 11/10/2014                                     | Trophée de Belgrade, Belgrade                   | Sat. | Épée    | Ind. | Liviu Dragomir           | Bertalan Arkosi       | Jan Bidovec Dino Šourek                         |
| 18/10/2014                                     | Tournoi de Kupittaa, Turku                      | Sat. | Épée    | Ind. | Sten Priinits            | Juri Salm             | Alexander Lahtinen Joar Sundman                 |
| 19/10/2014                                     | Coupe du monde, San Francisco                   | CoM  | Fleuret | Ind. | Jérémy Cadot             | Andrea Baldini        | Edoardo Luperi Lorenzo Nista                    |
| 19/10/2014                                     | Coupe du monde, San Francisco                   | CoM  | Fleuret | Éq.  | Italie                   | Russie                | Allemagne                                       |
| 25/10/2014                                     | Grand Prix de Berne, Berne                      | CoM  | Épée    | Ind. | Jean-Michel Lucenay      | Géza Imre             | Gauthier Grumier Ulrich Robeiri                 |
| 25/10/2014                                     | Grand Prix de Berne, Berne                      | CoM  | Épée    | Éq.  | France                   | Suisse                | Corée du Sud                                    |
| 01/11/2014                                     | JAFs Jubilaeumsstaevne, Aarhus                  | Sat. | Épée    | Ind. | Trøls-Christian Robl     | Vitali Sokolovski     | Ján Cipár Štefan Cipár                          |
| 07/11/2014                                     | Coupe du Prince Takamado, Tokyo                 | CoM  | Fleuret | Ind. | Race Imboden             | Dmitry Rigin          | Andrea Cassarà Enzo Lefort                      |
| 07/11/2014                                     | Coupe du Prince Takamado, Tokyo                 | CoM  | Fleuret | Éq.  | Russie                   | France                | Corée du Sud                                    |
| 08/11/2014                                     | Open Trekanten, Copenhague                      | Sat. | Épée    | Ind. | João Cordeiro            | Patrick Jørgensen     | Kelvin Cañas Francisco Limardo                  |
| 14/11/2014                                     | Glaive de Tallinn, Tallinn                      | CoM  | Épée    | Ind. | Gauthier Grumier         | Christoph Kneip       | Fabian Kauter Paolo Pizzo                       |
| 14/11/2014                                     | Glaive de Tallinn, Tallinn                      | CoM  | Épée    | Éq.  | Corée du Sud             | France                | Allemagne                                       |
| 15/11/2014                                     | Tournoi satellite Antalya                       | Sat. | Fleuret | Ind. | Michele Del Macchia      | Tevfik Burak Babaoğlu | Fatih Güneş Yasser Mohammed                     |
| 21/11/2014                                     | Grand Prix, Budapest                            | CoM  | Sabre   | Ind. | Gu Bon-gil               | Áron Szilágyi         | Aldo Montano Aleksey Yakimenko                  |
| 21/11/2014                                     | Grand Prix, Budapest                            | CoM  | Sabre   | Éq.  | Roumanie                 | Italie                | Allemagne                                       |
| 22/11/2014                                     | Tournoi satellite, Oslo                         | Sat. | Épée    | Ind. | Adam Larsson             | Alessandro Taccani    | Jonas Lund Sten Priinits                        |
| 28/11/2014                                     | Grand Prix, Turin                               | GP   | Fleuret | Ind. | Aleksey Cheremisinov     | Renal Ganeev          | Valerio Aspromonte Race Imboden                 |
| 29/11/2014                                     | Tournoi Satellite, Dublin                       | Sat. | Épée    | Ind. | John Wright              | Andrea Bombrini       | Matthew Baker Edoardo D'Andrassi                |
| 05/12/2014                                     | Grand Prix du Qatar, Doha                       | GP   | Épée    | Ind. | Daniel Jerent            | Peer Borsky           | Enrico Garozzo Gauthier Grumier                 |
| 13/12/2014                                     | Tournoi satellite, Izmit                        | Sat. | Épée    | Ind. | Edoardo D'Andrassi       | Kanan Aliyev          | Vakil Nasibov Vitali Sokolovski                 |
| 13/12/2014                                     | Tournoi satellite, Izmit                        | Sat. | Fleuret | Ind. | Martino Minuto           | Tevfik Burak Babaoglu | Gokhan Akyalcin Engin Batuhan Menkuer           |
| 13/12/2014                                     | Grand Prix, New York                            | GP   | Sabre   | Ind. | Kim Jung-hwan            | Aldo Montano          | Diego Occhiuzzi Áron Szilágyi                   |
| 10/01/2015                                     | SAF Pokalen, Stockholm                          | Sat. | Épée    | Ind. | Nikolai Novosjolov       | Alexander Lahtinen    | Philip Von Platen Sten Priinits                 |
| 11/01/2015                                     | Coupe Leon Paul, Londres                        | Sat. | Fleuret | Ind. | Laurence Halsted         | Francesco Trani       | Yaser Mohammad Damiano Rosatelli                |
| 18/01/2015                                     | Challenge International de Paris, Paris         | CoM  | Fleuret | Ind. | Race Imboden             | Daniele Garozzo       | Enzo Lefort Alexander Massialas                 |
| 18/01/2015                                     | Challenge International de Paris, Paris         | CoM  | Fleuret | Éq.  | États-Unis               | Italie                | Russie                                          |
| 22/01/2015                                     | Coupe d'Heidenheim, Heidenheim an der Brenz     | CoM  | Épée    | Ind. | Max Heinzer              | Yannick Borel         | Enrico Garozzo Robin Kase                       |
| 22/01/2015                                     | Coupe d'Heidenheim, Heidenheim an der Brenz     | CoM  | Épée    | Éq.  | Corée du Sud             | France                | Russie                                          |
| 31/01/2015                                     | Tournoi satellite, Busto Arsizio                | Sat. | Épée    | Ind. | Gabriele Cimini          | Vadim Anokhin         | Alexey Tikhomirov Igor Tourchine                |
| 31/01/2015                                     | Trophée Luxardo, Padoue                         | CoM  | Sabre   | Ind. | Kamil Ibragimov          | Andriy Yahodka        | Kim Jung-hwan Oh Sang-uk                        |
| 31/01/2015                                     | Trophée Luxardo, Padoue                         | CoM  | Sabre   | Éq.  | Russie                   | Allemagne             | Italie                                          |
| 06/02/2015                                     | Lion de Bonn, Bonn                              | CoM  | Fleuret | Ind. | Andrea Cassarà           | Yūki Ōta              | Jérémy Cadot Alessio Foconi                     |
| 06/02/2015                                     | Lion de Bonn, Bonn                              | CoM  | Fleuret | Éq.  | France                   | Russie                | États-Unis                                      |
| 13/02/2015                                     | Jockey Club Argentino, Buenos Aires             | CoM  | Épée    | Ind. | Ronan Gustin             | Pavel Pitra           | Jung Jin-sun Rubén Limardo                      |
| 13/02/2015                                     | Jockey Club Argentino, Buenos Aires             | CoM  | Épée    | Éq.  | Suisse                   | Ukraine               | France                                          |
| 20/02/2015                                     | Sabre de Wołodyjowski, Varsovie                 | CoM  | Sabre   | Ind. | Gu Bon-gil               | Tiberiu Dolniceanu    | Luca Curatoli Áron Szilágyi                     |
| 20/02/2015                                     | Sabre de Wołodyjowski, Varsovie                 | CoM  | Sabre   | Éq.  | France                   | Corée du Sud          | Russie                                          |
| 07/03/2015                                     | Tournoi satellite, Cancún                       | Sat. | Fleuret | Ind. | Daniel Gomez             | Raul Arizaga          | Heitor Shimbo Dimitri Patrik Clairet Roa        |
| 13/03/2015                                     | Grand Prix, La Havane                           | GP   | Fleuret | Ind. | Dmitry Rigin             | Alexander Massialas   | Daniele Garozzo Race Imboden                    |
| 14/03/2015                                     | Tournoi satellite, Sofia                        | Sat. | Épée    | Ind. | Aaron Jose Jimenez Ortiz | Carlo Rota            | Okan Karadeniz Paris Inostroza                  |
| 14/03/2015                                     | Tournoi satellite, Helsinki                     | Sat. | Sabre   | Ind. | Alexander Crutchett      | Joseph Polossifakis   | Jevgenijs Zelikovics Ricardo Alberto Bustamante |
| 20/03/2015                                     | Mémorial József Sákovics, Budapest              | GP   | Épée    | Ind. | Nikolai Novosjolov       | Ivan Trevejo          | Pavel Pitra Benjamin Steffen                    |
| 28/03/2015                                     | Grand Prix, Séoul                               | GP   | Sabre   | Ind. | Nicolas Limbach          | Nicolas Rousset       | Daryl Homer Kamil Ibragimov                     |
| 17/04/2015                                     | Championnats panaméricains, Santiago            | ChZ  | Épée    | Ind. | Rubén Limardo            | Maxime Brinck-Croteau | Reynier Henríquez Ortiz Francisco Limardo       |
| 17/04/2015                                     | Championnats panaméricains, Santiago            | ChZ  | Épée    | Éq.  | États-Unis               | Venezuela             | Argentine                                       |
| 17/04/2015                                     | Championnats panaméricains, Santiago            | ChZ  | Fleuret | Ind. | Race Imboden             | Alexander Massialas   | Gerek Meinhardt Heitor Shimbo                   |
| 17/04/2015                                     | Championnats panaméricains, Santiago            | ChZ  | Fleuret | Éq.  | États-Unis               | Brésil                | Canada                                          |
| 17/04/2015                                     | Championnats panaméricains, Santiago            | ChZ  | Sabre   | Ind. | Eli Dershwitz            | Daryl Homer           | Renzo Agresta Jeff Spear                        |
| 17/04/2015                                     | Championnats panaméricains, Santiago            | ChZ  | Sabre   | Éq.  | États-Unis               | Canada                | Venezuela                                       |
| 25/04/2015                                     | Coupe Cole, Londres                             | Sat. | Sabre   | Ind. | Vincent Anstett          | James Honeybone       | Alexander Crutchett Jacob Gander Compton        |
| Début de la période de qualification olympique |                                                 |      |         |      |                          |                       |                                                 |
| 01/05/2015                                     | Challenge Monal, Paris                          | CoM  | Épée    | Ind. | Alexandre Blaszyck       | Gábor Boczkó          | Paolo Pizzo Igor Tourchine                      |
| 01/05/2015                                     | Challenge Monal, Paris                          | CoM  | Épée    | Éq.  | France                   | Allemagne             | Russie                                          |
| 01/05/2015                                     | Ville de Madrid, Madrid                         | CoM  | Sabre   | Ind. | Gu Bon-gil               | Kamil Ibragimov       | Tiberiu Dolniceanu Max Hartung                  |
| 01/05/2015                                     | Ville de Madrid, Madrid                         | CoM  | Sabre   | Éq.  | Hongrie                  | Italie                | Allemagne                                       |
| 01/05/2015                                     | Fleuret de Saint-Pétersbourg, Saint-Pétersbourg | CoM  | Fleuret | Ind. | Dmitry Rigin             | Andrea Cassarà        | Daniele Garozzo Vincent Simon                   |
| 01/05/2015                                     | Fleuret de Saint-Pétersbourg, Saint-Pétersbourg | CoM  | Fleuret | Éq.  | Russie                   | Chine                 | Italie                                          |
| 09/05/2015                                     | Tournoi satellite, Copenhague                   | Sat. | Fleuret | Ind. | Laurence Halsted         | Alexander Tsoronis    | Tevfik Burak Babaoglu Martino Minuto            |
| 16/05/2015                                     | Grand Prix, Shanghai                            | GP   | Fleuret | Ind. | Miles Chamley-Watson     | Alexander Choupenitch | Erwan Le Péchoux Dmitry Zherebchenko            |
| 16/05/2015                                     | Tournoi satellite, Split                        | Sat. | Épée    | Ind. | Tristan Tulen            | Jesús Andrés Lugones  | Jorg Mathe Ariel Vinnicky                       |
| 23/05/2015                                     | Grand Prix, Rio de Janeiro                      | GP   | Épée    | Ind. | Yannick Borel            | Max Heinzer           | Christoph Kneip Radosław Zawrotniak             |
| 24/05/2015                                     | Tournoi satellite, Reykjavik                    | Sat. | Sabre   | Ind. | Eli Dershwitz            | Eliecer Romero        | Jesus Carvajal Abraham Rodriguez                |
| 30/05/2015                                     | Sabre de Moscou, Moscou                         | GP   | Sabre   | Ind. | Tiberiu Dolniceanu       | Matyas Szabo          | Tamás Decsi Áron Szilágyi                       |
| 06/06/2015                                     | Championnats d'Europe, Montreux                 | ChZ  | Épée    | Ind. | Gauthier Grumier         | Max Heinzer           | Gábor Boczkó Pavel Sukhov                       |
| 06/06/2015                                     | Championnats d'Europe, Montreux                 | ChZ  | Épée    | Éq.  | France                   | Estonie               | Suisse                                          |
| 06/06/2015                                     | Championnats d'Europe, Montreux                 | ChZ  | Fleuret | Ind. | Andrea Cassarà           | Daniele Garozzo       | Carlos Llavador Edoardo Luperi                  |
| 06/06/2015                                     | Championnats d'Europe, Montreux                 | ChZ  | Fleuret | Éq.  | France                   | Russie                | Allemagne                                       |
| 06/06/2015                                     | Championnats d'Europe, Montreux                 | ChZ  | Sabre   | Ind. | Áron Szilágyi            | Max Hartung           | Nikolay Kovalev Alexey Yakimenko                |
| 06/06/2015                                     | Championnats d'Europe, Montreux                 | ChZ  | Sabre   | Éq.  | Allemagne                | Italie                | Hongrie                                         |
| 12/06/2015                                     | Championnats d'Afrique, Le Caire                | ChZ  | Épée    | Ind. | Alexandre Bouzaid        | Ahmed Elsaghir        | Ayman Fayez Mohannad Saif                       |
| 12/06/2015                                     | Championnats d'Afrique, Le Caire                | ChZ  | Épée    | Éq.  | Égypte                   | Maroc                 | Sénégal                                         |
| 12/06/2015                                     | Championnats d'Afrique, Le Caire                | ChZ  | Fleuret | Ind. | Mohamed Ayoub Ferjani    | Roman Djitli          | Tarek Ayad Mohamed Samandi                      |
| 12/06/2015                                     | Championnats d'Afrique, Le Caire                | ChZ  | Fleuret | Éq.  | Égypte                   | Tunisie               | Algérie                                         |
| 12/06/2015                                     | Championnats d'Afrique, Le Caire                | ChZ  | Sabre   | Ind. | Mohamed Amer             | Yémi Apithy           | Farès Ferjani Hichem Samandi                    |
| 12/06/2015                                     | Championnats d'Afrique, Le Caire                | ChZ  | Sabre   | Éq.  | Égypte                   | Tunisie               | Sénégal                                         |
| 25/06/2015                                     | Championnats d'Asie, Singapour                  | ChZ  | Épée    | Ind. | Jiao Yunlong             | Park Kyoung-doo       | Elmir Alimzhanov Kazuyasu Minobe                |
| 25/06/2015                                     | Championnats d'Asie, Singapour                  | ChZ  | Épée    | Éq.  | Kazakhstan               | Chine                 | Japon                                           |
| 25/06/2015                                     | Championnats d'Asie, Singapour                  | ChZ  | Fleuret | Ind. | Yūki Ōta                 | Son Young-ki          | Cheung Ka Long Kwon Young-ho                    |
| 25/06/2015                                     | Championnats d'Asie, Singapour                  | ChZ  | Fleuret | Éq.  | Chine                    | Corée du Sud          | Japon                                           |
| 25/06/2015                                     | Championnats d'Asie, Singapour                  | ChZ  | Sabre   | Ind. | Kim Jung-hwan            | Gu Bon-gil            | Mojtaba Abedini Won Woo-young                   |
| 25/06/2015                                     | Championnats d'Asie, Singapour                  | ChZ  | Sabre   | Éq.  | Corée du Sud             | Iran                  | Chine                                           |
| 13/07/2015                                     | Championnats du monde, Moscou                   | ChM  | Épée    | Ind. | Géza Imre                | Gauthier Grumier      | Jung Seung-hwa Patrick Jørgensen                |
| 13/07/2015                                     | Championnats du monde, Moscou                   | ChM  | Épée    | Éq.  | Ukraine                  | Corée du Sud          | Suisse                                          |
| 13/07/2015                                     | Championnats du monde, Moscou                   | ChM  | Fleuret | Ind. | Yūki Ōta                 | Alexander Massialas   | Artur Akhmatkhuzin Gerek Meinhardt              |
| 13/07/2015                                     | Championnats du monde, Moscou                   | ChM  | Fleuret | Éq.  | Italie                   | Russie                | Chine                                           |
| 13/07/2015                                     | Championnats du monde, Moscou                   | ChM  | Sabre   | Ind. | Aleksey Yakimenko        | Daryl Homer           | Tiberiu Dolniceanu Max Hartung                  |
| 13/07/2015                                     | Championnats du monde, Moscou                   | ChM  | Sabre   | Éq.  | Italie                   | Russie                | Allemagne                                       |

### Dames
| Légende | Abrégé | Catégorie            |
|         | ChM    | Championnat du monde |
|         | ChZ    | Championnat de zone  |
|         | GP     | Grand Prix           |
|         | CoM    | Coupe du monde       |
|         | Sat.   | Tournoi satellite    |

| Date                                           | Nom et lieu du tournoi                                       | Cat. | Arme    | Type | Vainqueur            | Finaliste            | Troisièmes                           |
| ---------------------------------------------- | ------------------------------------------------------------ | ---- | ------- | ---- | -------------------- | -------------------- | ------------------------------------ |
| 11/10/2014                                     | Trophée de Belgrade, Belgrade                                | Sat. | Épée    | Ind. | Avital Marinuk       | Alexandra Avena      | Claudia Năboiu Ana Sel               |
| 12/10/2014                                     | Tournoi satellite, Bursa                                     | Sat. | Sabre   | Ind. | Olena Voronina       | Sabina Mikina        | Alina Komachtchouk Iryna Shchukla    |
| 15/10/2014                                     | Tournoi satellite, Cancún                                    | Sat. | Fleuret | Ind. | Nataly Michel        | İrem Karamete        | Alanna Goldie Karin Miyawaki         |
| 17/10/2014                                     | Coupe du monde, Cancún                                       | CoM  | Fleuret | Ind. | Arianna Errigo       | Lim Seung-min        | Gaëlle Gebet Kim Mi-na               |
| 17/10/2014                                     | Coupe du monde, Cancún                                       | CoM  | Fleuret | Éq.  | Russie               | France               | Italie                               |
| 18/10/2014                                     | Tournoi de Kupittaa, Turku                                   | Sat. | Épée    | Ind. | Katrina Lehis        | Sophie Haarlem       | Catharina Kock Smilijka Rodić        |
| 25/10/2014                                     | Trophée Carroccio, Legnano                                   | CoM  | Épée    | Ind. | Anfisa Pochkalova    | Ana Maria Brânză     | Britta Heidemann Emese Szász         |
| 25/10/2014                                     | Trophée Carroccio, Legnano                                   | CoM  | Épée    | Éq.  | Estonie              | Roumanie             | Italie                               |
| 01/11/2014                                     | JAFs Jubilaeumsstaevne, Aarhus                               | Sat. | Épée    | Ind. | Paula Schmidl        | Julia Kirschen       | Karin Louise Hooge Tončica Topić     |
| 01/11/2014                                     | Coupe du monde, Isla de Margarita                            | CoM  | Sabre   | Ind. | Sofia Velikaïa       | Charlotte Lembach    | Aleksandra Socha Mariel Zagunis      |
| 01/11/2014                                     | Coupe du monde, Isla de Margarita                            | CoM  | Sabre   | Éq.  | États-Unis           | Russie               | France                               |
| 09/11/2014                                     | Open Trokanten, Copenhague                                   | Sat. | Épée    | Ind. | Marzia Muroni        | Julia Kirschen       | Simone Keimburg Caroline Piasecka    |
| 07/11/2014                                     | Challenge International de Saint-Maur, Saint-Maur-des-Fossés | CoM  | Fleuret | Ind. | Arianna Errigo       | Lee Kiefer           | Chiara Cini Inna Deriglazova         |
| 07/11/2014                                     | Challenge International de Saint-Maur, Saint-Maur-des-Fossés | CoM  | Fleuret | Éq.  | Russie               | Italie               | France                               |
| 14/11/2014                                     | Tournoi International, Xuzhou                                | CoM  | Épée    | Ind. | Emese Szász          | Ana Maria Brânză     | Tatiana Logunova Yana Shemyakina     |
| 14/11/2014                                     | Tournoi International, Xuzhou                                | CoM  | Épée    | Éq.  | Chine                | Italie               | Suède                                |
| 15/11/2014                                     | Tournoi satellite, Antalya                                   | Sat. | Fleuret | Ind. | İrem Karamete        | Michala Cellerová    | Mariana Daffner Cansu Tor            |
| 21/11/2014                                     | Trophée BNP Paribas, Orléans                                 | CoM  | Sabre   | Ind. | Sofia Velikaïa       | Rossella Gregorio    | Olena Kravatska Dagmara Wozniak      |
| 21/11/2014                                     | Trophée BNP Paribas, Orléans                                 | CoM  | Sabre   | Éq.  | Russie               | États-Unis           | Italie                               |
| 22/11/2014                                     | Tournoi satellite, Oslo                                      | Sat. | Épée    | Ind. | Johanna Bergdahl     | Katrina Lehis        | Irina Embrich Joanna Halls           |
| 28/11/2014                                     | Grand Prix, Turin                                            | GP   | Fleuret | Ind. | Arianna Errigo       | Elisa Di Francisca   | Anita Blaze Adelina Zagidullina      |
| 05/12/2014                                     | Grand Prix du Qatar, Doha                                    | GP   | Épée    | Ind. | Simona Gherman       | Erika Kirpu          | Bianca Del Carretto Emese Szász      |
| 13/12/2014                                     | Tournoi satellite, Izmit                                     | Sat. | Épée    | Ind. | Dayana Martinez      | Giorgia Pometti      | Gökçe Günaç María Martínez           |
| 13/12/2014                                     | Tournoi satellite, Izmit                                     | Sat. | Fleuret | Ind. | Nicole Wong          | Liane Wong           | Aarya Berthier İrem Karamete         |
| 13/12/2014                                     | Grand Prix, New York                                         | GP   | Sabre   | Ind. | Olga Kharlan         | Sofia Velikaïa       | María Pérez Maurice Mariel Zagunis   |
| 16/12/2014                                     | Tournoi satellite, Cancún                                    | Sat. | Sabre   | Ind. | María Pérez Maurice  | Paola Pliego         | Úrsula González Sage Palmedo         |
| 11/01/2015                                     | SAF Pokalen Stockholm                                        | Sat. | Épée    | Ind. | Emma Samuelsson      | Irina Embrich        | Johanna Bergdahl Rayssa Costa        |
| 16/01/2015                                     | Coupe de la Cour d'Artus, Gdańsk                             | CoM  | Fleuret | Ind. | Astrid Guyart        | Jeon Hee-sook        | Inès Boubakri Ysaora Thibus          |
| 16/01/2015                                     | Coupe de la Cour d'Artus, Gdańsk                             | CoM  | Fleuret | Éq.  | Russie               | États-Unis           | Italie                               |
| 22/01/2015                                     | Ciutat de Barcelona, Barcelone                               | CoM  | Épée    | Ind. | Xu Anqi              | Mara Navarria        | Violetta Kolobova Yana Shemyakina    |
| 22/01/2015                                     | Ciutat de Barcelona, Barcelone                               | CoM  | Épée    | Éq.  | Suède                | Italie               | Roumanie                             |
| 30/01/2015                                     | Coupe Akropolis, Athènes                                     | CoM  | Sabre   | Ind. | Olga Kharlan         | Sofia Velikaïa       | Rossella Gregorio Dagmara Wozniak    |
| 30/01/2015                                     | Coupe Akropolis, Athènes                                     | CoM  | Sabre   | Éq.  | Ukraine              | Russie               | États-Unis                           |
| 06/02/2015                                     | Coupe du monde, Alger                                        | CoM  | Fleuret | Ind. | Lee Kiefer           | Arianna Errigo       | Inna Deriglazova Aida Shanaeva       |
| 06/02/2015                                     | Coupe du monde, Alger                                        | CoM  | Fleuret | Éq.  | Italie               | Russie               | Allemagne                            |
| 13/02/2015                                     | Coupe du monde, Buenos Aires                                 | CoM  | Épée    | Ind. | Sarra Besbes         | Erika Kirpu          | Britta Heidemann Shin A-lam          |
| 13/02/2015                                     | Coupe du monde, Buenos Aires                                 | CoM  | Épée    | Éq.  | Italie               | Roumanie             | Allemagne                            |
| 21/02/2015                                     | Challenge Yves Brasseur, Gand                                | CoM  | Sabre   | Ind. | Sofia Velikaïa       | Mariel Zagunis       | Olga Kharlan Anna Márton             |
| 21/02/2015                                     | Challenge Yves Brasseur, Gand                                | CoM  | Sabre   | Éq.  | Italie               | France               | États-Unis                           |
| 13/03/2015                                     | Grand Prix, La Havane                                        | GP   | Fleuret | Ind. | Elisa Di Francisca   | Inna Deriglazova     | Jeon Hee-sook Ysaora Thibus          |
| 14/03/2015                                     | Tournoi satellite, Sofia                                     | Sat. | Épée    | Ind. | Avital Marinuk       | Kata Mihaly          | Raluca Cristina Sbarcia Diana Donoiu |
| 20/03/2015                                     | Mémorial József Sákovics, Budapest                           | GP   | Épée    | Ind. | Shin A-lam           | Ana Maria Brânză     | Tatyana Andryushina Tatiana Logunova |
| 21/03/2015                                     | Trophée satellite, Rome                                      | Sat. | Sabre   | Ind. | Tatiana Sukhova      | Evgenia Karbolina    | Rossy Felix Lara Virginia Laurenti   |
| 28/03/2015                                     | Grand Prix, Séoul                                            | GP   | Sabre   | Ind. | Olga Kharlan         | Ibtihaj Muhammad     | Sofia Velikaïa Mariel Zagunis        |
| 17/04/2015                                     | Championnats panaméricains, Santiago                         | ChZ  | Épée    | Ind. | Nathalie Moellhausen | Kelley Hurley        | Katharine Holmes Leonora Mackinnon   |
| 17/04/2015                                     | Championnats panaméricains, Santiago                         | ChZ  | Épée    | Éq.  | États-Unis           | Venezuela            | Cuba                                 |
| 17/04/2015                                     | Championnats panaméricains, Santiago                         | ChZ  | Fleuret | Ind. | Lee Kiefer           | Nicole Ross          | Isis Gimenez Saskia Van Erven        |
| 17/04/2015                                     | Championnats panaméricains, Santiago                         | ChZ  | Fleuret | Éq.  | États-Unis           | Canada               | Venezuela                            |
| 17/04/2015                                     | Championnats panaméricains, Santiago                         | ChZ  | Sabre   | Ind. | Mariel Zagunis       | Dagmara Wozniak      | Paola Pliego Anne-Elizabeth Stone    |
| 17/04/2015                                     | Championnats panaméricains, Santiago                         | ChZ  | Sabre   | Éq.  | États-Unis           | Mexique              | Venezuela                            |
| 25/04/2015                                     | Tournoi satellite, Londres                                   | Sat. | Sabre   | Ind. | Katherine Kempe      | Eileen Grench        | Olga A. Hramova Lee Ann Huimin       |
| 26/04/2015                                     | Coupe Cole, Londres                                          | Sat. | Épée    | Ind. | Ayaka Shimookawa     | Caitlin Chang        | Maria Hugas-Mallorqui Katrina Smith  |
| Début de la période de qualification olympique |                                                              |      |         |      |                      |                      |                                      |
| 01/05/2015                                     | Coupe du monde, Johannesbourg                                | CoM  | Épée    | Ind. | Sun Yujie            | Violetta Kolobova    | Choi In-jeong Olga Kochneva          |
| 01/05/2015                                     | Coupe du monde, Johannesbourg                                | CoM  | Épée    | Éq.  | Chine                | Roumanie             | France                               |
| 01/05/2015                                     | Coupe Reinhold-Würth, Tauberbischofsheim                     | CoM  | Fleuret | Ind. | Elisa Di Francisca   | Arianna Errigo       | Inna Deriglazova Valentina Vezzali   |
| 01/05/2015                                     | Coupe Reinhold-Würth, Tauberbischofsheim                     | CoM  | Fleuret | Éq.  | Russie               | Italie               | Corée du Sud                         |
| 01/05/2015                                     | Coupe du monde, Pékin                                        | CoM  | Sabre   | Ind. | Sofia Velikaïa       | Aleksandra Socha     | Olga Kharlan Mariel Zagunis          |
| 01/05/2015                                     | Coupe du monde, Pékin                                        | CoM  | Sabre   | Éq.  | France               | Ukraine              | États-Unis                           |
| 09/05/2015                                     | Tournoi satellite, Ma'alot-Tarshiha                          | Sat. | Épée    | Ind. | Polina Melentiev     | Nickol Tal           | Yana Botvinik Avital Marinuk         |
| 10/05/2015                                     | Tournoi satellite, Copenhague                                | Sat. | Fleuret | Ind. | Kelleigh Ryan        | Flavia Mormandi      | Isis Gimenez İrem Karamete           |
| 16/05/2015                                     | Grand Prix, Shanghai                                         | GP   | Fleuret | Ind. | Elisa Di Francisca   | Inna Deriglazova     | Inès Boubakri Alice Volpi            |
| 16/05/2015                                     | Tournoi satellite, Split                                     | Sat. | Épée    | Ind. | Kata Mihaly          | Kelly Boone          | Dagmar Ciparova Joanna Halls         |
| 23/05/2015                                     | Grand Prix, Rio de Janeiro                                   | GP   | Épée    | Ind. | Francesca Boscarelli | Coraline Vitalis     | Kelley Hurley Sun Yiwen              |
| 23/05/2015                                     | Tournoi satellite, Reykjavik                                 | Sat. | Sabre   | Ind. | Gabriella Page       | María Pérez Maurice  | Eileen Grench Fatma Zehra Kose       |
| 30/05/2015                                     | Sabre de Moscou, Moscou                                      | GP   | Sabre   | Ind. | Olga Kharlan         | Yana Egorian         | Ekaterina Diatchenko Sofia Velikaïa  |
| 06/06/2015                                     | Championnats d'Europe, Montreux                              | ChZ  | Épée    | Ind. | Violetta Kolobova    | Rossella Fiamingo    | Simona Pop Emese Szász               |
| 06/06/2015                                     | Championnats d'Europe, Montreux                              | ChZ  | Épée    | Éq.  | Roumanie             | Estonie              | Italie                               |
| 06/06/2015                                     | Championnats d'Europe, Montreux                              | ChZ  | Fleuret | Ind. | Elisa Di Francisca   | Larisa Korobeynikova | Arianna Errigo Aida Mohamed          |
| 06/06/2015                                     | Championnats d'Europe, Montreux                              | ChZ  | Fleuret | Éq.  | Italie               | Russie               | France                               |
| 06/06/2015                                     | Championnats d'Europe, Montreux                              | ChZ  | Sabre   | Ind. | Sofia Velikaïa       | Charlotte Lembach    | Rossella Gregorio Olena Voronina     |
| 06/06/2015                                     | Championnats d'Europe, Montreux                              | ChZ  | Sabre   | Éq.  | Russie               | France               | Ukraine                              |
| 12/06/2015                                     | Championnats d'Afrique, Le Caire                             | ChZ  | Épée    | Ind. | Sarra Besbes         | Inès Boubakri        | Tamryn Carfoot Nardin Ehab           |
| 12/06/2015                                     | Championnats d'Afrique, Le Caire                             | ChZ  | Épée    | Éq.  | Tunisie              | Afrique du Sud       | Égypte                               |
| 12/06/2015                                     | Championnats d'Afrique, Le Caire                             | ChZ  | Fleuret | Ind. | Inès Boubakri        | Noura Mohamed        | Yara El Sharkawy Anissa Khelfaoui    |
| 12/06/2015                                     | Championnats d'Afrique, Le Caire                             | ChZ  | Fleuret | Éq.  | Tunisie              | Algérie              | Égypte                               |
| 12/06/2015                                     | Championnats d'Afrique, Le Caire                             | ChZ  | Sabre   | Ind. | Azza Besbes          | Amira Ben Chaabane   | Hela Besbes Mariam El Sway           |
| 12/06/2015                                     | Championnats d'Afrique, Le Caire                             | ChZ  | Sabre   | Éq.  | Tunisie              | Égypte               | Algérie                              |
| 25/06/2015                                     | Championnats d'Asie, Singapour                               | ChZ  | Épée    | Ind. | Xu Anqi              | Choi In-jeong        | Nozomi Sato Ayaka Shimookawa         |
| 25/06/2015                                     | Championnats d'Asie, Singapour                               | ChZ  | Épée    | Éq.  | Corée du Sud         | Chine                | Japon                                |
| 25/06/2015                                     | Championnats d'Asie, Singapour                               | ChZ  | Fleuret | Ind. | Jeon Hee-sook        | Nam Hyun-hee         | Kim Mi-na Le Huilin                  |
| 25/06/2015                                     | Championnats d'Asie, Singapour                               | ChZ  | Fleuret | Éq.  | Corée du Sud         | Chine                | Hong Kong                            |
| 25/06/2015                                     | Championnats d'Asie, Singapour                               | ChZ  | Sabre   | Ind. | Shen Chen            | Aoki Chika           | Misaki Emura Kim Ji-yeon             |
| 25/06/2015                                     | Championnats d'Asie, Singapour                               | ChZ  | Sabre   | Éq.  | Corée du Sud         | Chine                | Japon                                |
| 13/07/2015                                     | Championnats du monde, Moscou                                | ChM  | Épée    | Ind. | Rossella Fiamingo    | Emma Samuelsson      | Sarra Besbes Xu Anqi                 |
| 13/07/2015                                     | Championnats du monde, Moscou                                | ChM  | Épée    | Éq.  | Chine                | Roumanie             | Ukraine                              |
| 13/07/2015                                     | Championnats du monde, Moscou                                | ChM  | Fleuret | Ind. | Inna Deriglazova     | Aida Shanaeva        | Arianna Errigo Nzingha Prescod       |
| 13/07/2015                                     | Championnats du monde, Moscou                                | ChM  | Fleuret | Éq.  | Italie               | Russie               | France                               |
| 13/07/2015                                     | Championnats du monde, Moscou                                | ChM  | Sabre   | Ind. | Sofia Velikaïa       | Cécilia Berder       | Anna Márton Shen Chen                |
| 13/07/2015                                     | Championnats du monde, Moscou                                | ChM  | Sabre   | Éq.  | Russie               | Ukraine              | États-Unis                           |

## Classements généraux

### Épée
| Rang | Nom              | Points |
| ---- | ---------------- | ------ |
| 1    | Gauthier Grumier | 221    |
| 2    | Max Heinzer      | 162    |
| 3    | Enrico Garozzo   | 153    |
| 4    | Géza Imre        | 124    |
| 5    | Ronan Gustin     | 114    |

| Rang | Nom          | Points |
| ---- | ------------ | ------ |
| 1    | France       | 360    |
| 2    | Corée du Sud | 338    |
| 3    | Ukraine      | 312    |
| 4    | Suisse       | 296    |
| 5    | Russie       | 222    |

| Rang | Nom               | Points |
| ---- | ----------------- | ------ |
| 1    | Rossella Fiamingo | 170    |
| 2    | Xu Anqi           | 168    |
| 3    | Emese Szász       | 165    |
| 4    | Ana Maria Brânză  | 157    |
| 5    | Sarra Besbes      | 141    |

| Rang | Nom      | Points |
| ---- | -------- | ------ |
| 1    | Chine    | 370    |
| 2    | Roumanie | 368    |
| 3    | Italie   | 304    |
| 4    | Estonie  | 249    |
| 5    | France   | 230    |

### Fleuret
| Rang | Nom                 | Points |
| ---- | ------------------- | ------ |
| 1    | Race Imboden        | 206    |
| 2    | Yūki Ōta            | 196    |
| 3    | Alexander Massialas | 186    |
| 4    | Andrea Cassarà      | 169    |
| 5    | Dmitry Rigin        | 161    |

| Rang | Nom        | Points |
| ---- | ---------- | ------ |
| 1    | Russie     | 388    |
| 2    | Italie     | 352    |
| 3    | France     | 324    |
| 4    | États-Unis | 296    |
| 5    | Chine      | 286    |

| Rang | Nom                | Points |
| ---- | ------------------ | ------ |
| 1    | Elisa Di Francisca | 249    |
| 2    | Arianna Errigo     | 244    |
| 3    | Inna Deriglazova   | 239    |
| 4    | Lee Kiefer         | 188    |
| 5    | Jeon Hee-sook      | 159    |

| Rang | Nom          | Points |
| ---- | ------------ | ------ |
| 1    | Russie       | 412    |
| 2    | Italie       | 400    |
| 3    | États-Unis   | 280    |
| 4    | France       | 272    |
| 5    | Corée du Sud | 268    |

### Sabre
| Rang | Nom                | Points |
| ---- | ------------------ | ------ |
| 1    | Gu Bon-gil         | 212    |
| 2    | Kim Jung-hwan      | 207    |
| 3    | Áron Szilágyi      | 195    |
| 4    | Aleksey Yakimenko  | 192    |
| 5    | Tiberiu Dolniceanu | 170    |

| Rang | Nom          | Points |
| ---- | ------------ | ------ |
| 1    | Italie       | 360    |
| 2    | Russie       | 308    |
| 3    | Allemagne    | 306    |
| 4    | Corée du Sud | 266    |
| 5    | Roumanie     | 244    |

| Rang | Nom               | Points |
| ---- | ----------------- | ------ |
| 1    | Sofia Velikaïa    | 295    |
| 2    | Olha Kharlan      | 237    |
| 3    | Mariel Zagunis    | 195    |
| 4    | Shen Chen         | 143    |
| 5    | Rossella Gregorio | 142    |

| Rang | Nom        | Points |
| ---- | ---------- | ------ |
| 1    | Russie     | 396    |
| 2    | États-Unis | 340    |
| 3    | Ukraine    | 315    |
| 4    | France     | 304    |
| 5    | Italie     | 272    |

## Statistiques
Tableaux des médailles masculin et féminin global des épreuves de coupe du monde, hors tournois satellites et continentaux. 
| Rang  | Nation       | Or | Argent | Bronze | Total |
| ----- | ------------ | -- | ------ | ------ | ----- |
| 1     | France       | 11 | 7      | 9      | 27    |
| 2     | Russie       | 8  | 7      | 9      | 24    |
| 3     | Corée du Sud | 6  | 2      | 6      | 14    |
| 4     | Italie       | 4  | 7      | 16     | 27    |
| 5     | États-Unis   | 4  | 3      | 6      | 13    |
| 6     | Hongrie      | 2  | 3      | 4      | 8     |
| 7     | Suisse       | 2  | 3      | 3      | 8     |
| 8     | Roumanie     | 2  | 1      | 2      | 5     |
| 9     | Allemagne    | 1  | 4      | 8      | 13    |
| 10    | Ukraine      | 1  | 2      | 0      | 3     |
| Total | Total        | 43 | 43     | 69     | 155   |

| Rang  | Nation       | Or | Argent | Bronze | Total |
| ----- | ------------ | -- | ------ | ------ | ----- |
| 1     | Russie       | 12 | 11     | 13     | 36    |
| 2     | Italie       | 12 | 9      | 10     | 31    |
| 3     | Ukraine      | 6  | 2      | 6      | 14    |
| 4     | Chine        | 5  | 0      | 3      | 8     |
| 5     | États-Unis   | 2  | 5      | 13     | 20    |
| 6     | France       | 2  | 5      | 8      | 15    |
| 7     | Roumanie     | 1  | 7      | 1      | 9     |
| 8     | Corée du Sud | 1  | 2      | 4      | 7     |
| 9     | Estonie      | 1  | 2      | 0      | 3     |
| 10    | Suède        | 1  | 1      | 1      | 3     |
| Total | Total        | 45 | 45     | 72     | 162   |